# Pyrenese adonis
De Pyrenese adonis (Adonis pyrenaica) is een zeldzame, vaste plant uit de ranonkelfamilie (Ranunculaceae) afkomstig uit de Pyreneeën en de Alpen.
Adonis is vernoemd naar de Griekse god Adonis. De soortaanduiding pyrenaica is Latijn en betekent 'van de Pyreneeën'.

## Kenmerken
De Pyrenese adonis is een overblijvend kruid met een tot 30 cm hoge, onbehaarde stengel, zonder schubben aan de voet. De stengelbladeren staan verspreid en zijn twee- of drievoudig geveerd met zeer fijne bladslippen.
De bloemen staan alleen aan de top van de bloemstengel, opgericht, zonder schutblade, tot 60 mm in doormeter, radiaal symmetrisch, diep komvormig, met kale kelkbladen en 12 of meer glanzend goudgele kroonbladen. De bloem heeft talrijke gele meeldraden.
De plant bloeit van juni tot juli.

## Habitaten verspreiding
De Pyrenese adonis groeit voornamelijk op rotsige en stenige plaatsen tot op 2400 m hoogte.
Hij komt voor in de Pyreneeën en in de westelijke Alpen, maar is zeldzaam.

## Verwante en gelijkende soorten
De Pyrenese adonis kan van andere Adonis-soorten onderscheiden worden door de grote gele bloemen, en van de voorjaarsadonis (Adonis vernalis), die ook gele bloemen heeft, door de afwezigheid van schubben aan de voet van de stengel.
... · 
A. aestivalis (Zomeradonis) · 
A. annua (Herfstadonis) · 
A. distorta · 
A. flammea (Kooltje-vuur) · 
A. pyrenaica (Pyreneese adonis) · 
A. vernalis (Voorjaarsadonis) · 
...